# 송림사 (칠곡군)
송림사(松林寺)는 팔공산에 위치한 불교 사찰이다. 행정구역상의 위치는 경상북도 칠곡군 동명면 구덕리 91-6번지이며, 조계종에 속한다.
사찰 경내에 위치한 5층의 전탑(塼塔)은 한국에서 몇 점 되지 않는 전탑 가운데 하나이다.

## 연혁

### 삼국시대
- 544년(신라 진흥왕 5년) : 중국 진(晉)에서 귀국한 승려 명관(明觀)이 진(晉)에서 가져온 불사리를 봉안하기 위해 절을 창건하였다. 경내의 전탑도 이때 세웠다.

### 후삼국시대
- 909년(신라 효공왕 13년) : 최치원의 《신라수창군호국성팔각등루기》를 썼다. 여기에 등장하는 「마정계사(摩頂溪寺)」는 바로 송림사를 가리키는 것으로 비정된다.

### 고려시대
- 1022년(선종(宣宗) 9년) : 대각국사(大覺國師) 의천에 의해 중창되었다.
- 1235년(고종 22년)에 몽골의 침입으로 소실되었다.
- 1251년(고종 38년) ~ 1322년(충숙왕 9년) : 보감국사(寶鑑國師)가 주석하였다.

### 조선시대
- 1597년(선조 30년) : 정유재란으로 소실되었다.
- 1686년(숙종 12년) : 승려 기성(箕城)이 중건하였다.
- 1858년(철종 9년) : 영구 대사가 중창하였다.

### 대한민국
- 1950년 이전 : 송림사에는 대웅전과 명부전 그리고 전탑이 전부였고, 대웅전 앞에는 소가 매여있었다.(사찰 근처에 살았던 현지 노인들의 증언)
- 1970년 : 황수영 박사가 송림사에서 나온 개인 소장(현재는 소재지 미상)의 청동 향로 (높이 24.1cm)의 명문을 조사한 결과 『지정 2년(1342년)명 송림사향(至正二年銘 松林寺香)』이라고 되어 있어 고려 시대에 봉안된 것임을 추정할 수 있었다고 한다.
- 2013년 : 대웅전의 전면 해체 보수, 선열당 보수, 설법전 단청공사 등의 작업이 완료되었다.

## 주요 볼거리
송림사의 건물에 관한 기록은 효종 8년(1657년) 중수 당시에 작성된 《팔공산송림사대웅전불상조성이필봉안기》(八空山松林寺大雄殿佛像造成已畢奉安記)와 영조 51년(1775년)의 《대웅전중수기》, 철종 1년(1850년)에 제작된 《칠곡송림사대웅전중수상량문》(漆谷松林寺大雄殿重修上梁文) 등에 있다. 이 기록을 따르기로 한다.

### 대웅전

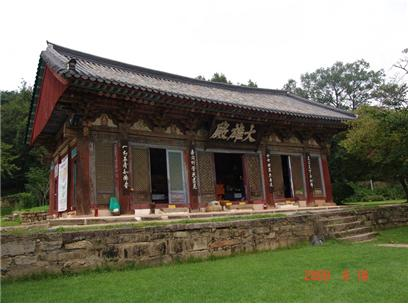
대웅전

선조 30년(1597년)에 소실된 것을 1657년 중창하였고, 그 후 1755년과 1850년에 중수하였다.
17세기 중후반의 한국 불교건축에서 맞배지붕에 다포식 주불전 건물이 일반화되었는데, 송림사 대웅전은 이에 속하는 대표적인 건물 가운데 하나이다.(면적 139.44m2)
대웅전 안에 봉안된 목조석가삼존불좌상(木造釋迦三尊佛坐像)은 효종 8년에 조성된 것으로 2009년 3월 5일 보물 제1605호로 승격되었다. 대웅전의 현판은 숙종의 어필로 알려져 있다.

### 삼천불전
삼천불전에 봉안된 석조아미타여래삼존좌상은 2009년에 보물 제1606호로 지정되었다. 복장 발원문을 통해 효종 6년(1655년) 조각승 도우가 조성한 불상임이 확인되었다.
2012년 12월 17일 새벽 삼천불전에 괴한이 들어왔다. 불전에 봉안된 석조아미타여래삼존좌상 가운데 아미타여래상 옆에 있던 지장보살상과 관음보살상을 고의로 넘어뜨렸다. 불상의 도금이 벗겨지고 관음보살상의 화관이 훼손되어버렸다.
CCTV 분석과 지문 대조 작업을 통해 범행 하루 만에 검거되었다. 범인은 43세의 남성으로 예비승려였다.

### 송림사 오층전탑
보물 제189호이다. 9세기 신라의 건축물로 전고 16.13m, 기단 폭 7.3m의 전 및 화강석으로 조영된 탑이다. 한국에서는 보기 드물게 상륜부까지 온전히 보전되어 있다는 점에서 가치가 높게 평가되고 있다.
본래 전탑의 규모는 현존하는 규모보다 더 작았다는 기록이 남아있는데, 경내에 있는 《팔공산 송림사 유적비》에는 1959년 송림사 전탑의 해체 복원 당시 현재보다 훨씬 좁은 폭 4.5m 정도의 기단 석축이 발견되어 여러 차례의 해체복원 과정에서 외형이 많이 변모되었음을 추정할 수 있다.
진신사리 4과가 청유리병에 봉안되어 있었고, 연꽃무늬를 새기고 순금을 상감한 진신사리감(龕)과 청자로 만든 진신사리감, 옥지금엽보리수, 침향 9개, 은귀걸이 17개, 나무 구슬 1개, 청옥, 백옥, 수정, 유리(琉璃), 등 옥구슬 26개가 나왔다.
유물은 현재 보물 제325호로 지정되었으며 국립대구박물관에 보관되어 있다. 하지만, 함께 나온 발원문은 햇빛을 보는 순간 탄산(炭散)되어 알아볼 수가 없게 되었다고 한다.
합실 안에는 조선 시대 작품인 본불과 파손 석불, 동불이 각각 2구 있었다고 하며 2층의 옥개에는 금동방형 사리기를 비롯하여 유리배, 수목형 금구, 옥류 등 찬란한 유물이 발견되었다.
상륜부 전탑 내에는 화려한 고려청자 합자가 발견되는 등 시대를 달리하는 유물이 각 층에서 발견되어, 적어도 고려 시대에 상륜부가 해체된 것으로 판명되었다. 출토 유물 가운데 목불과 진신사리 4과는 탑에 다시 봉안되었다.

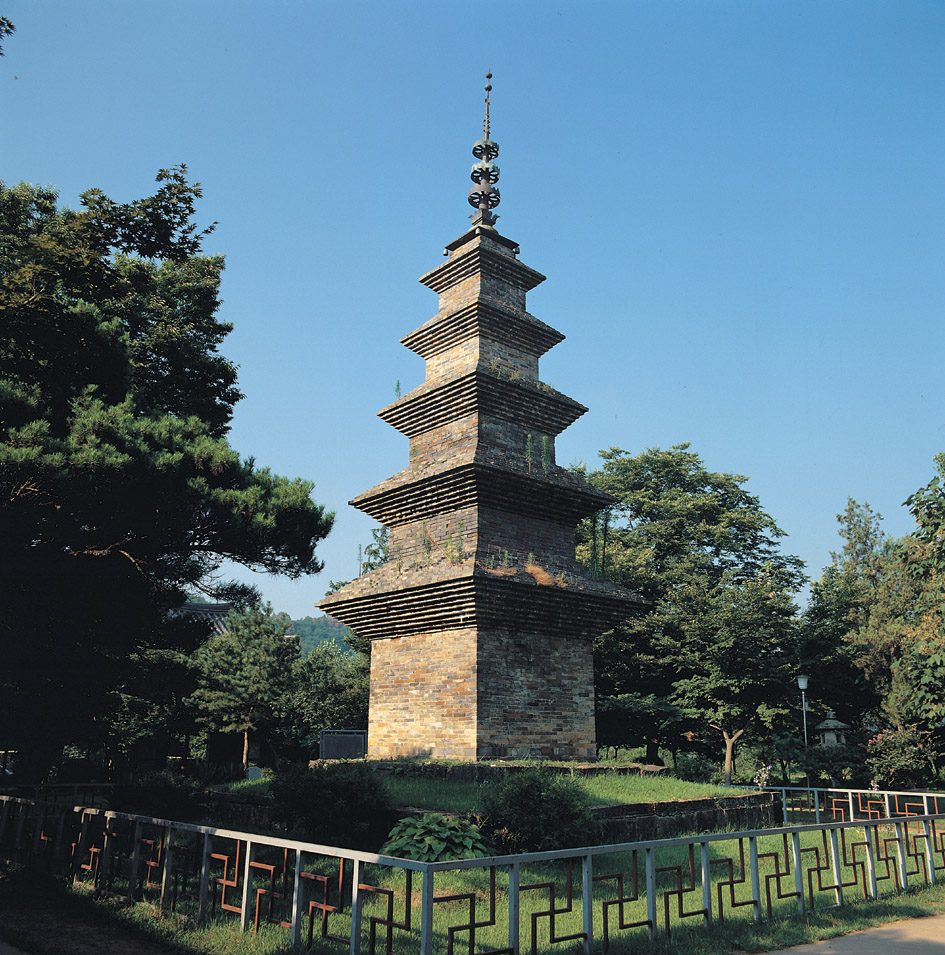
오층전탑
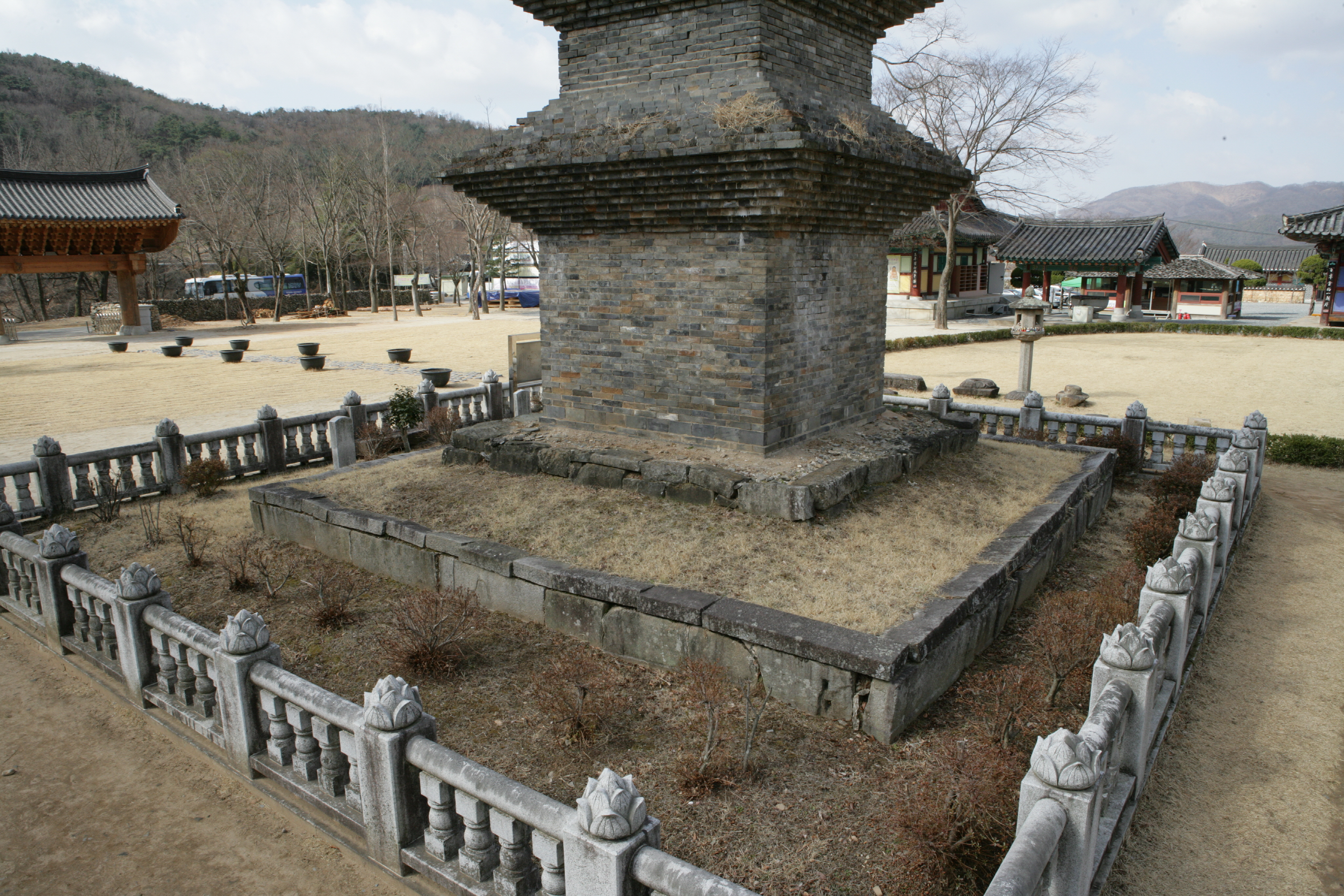
오층전탑 기단
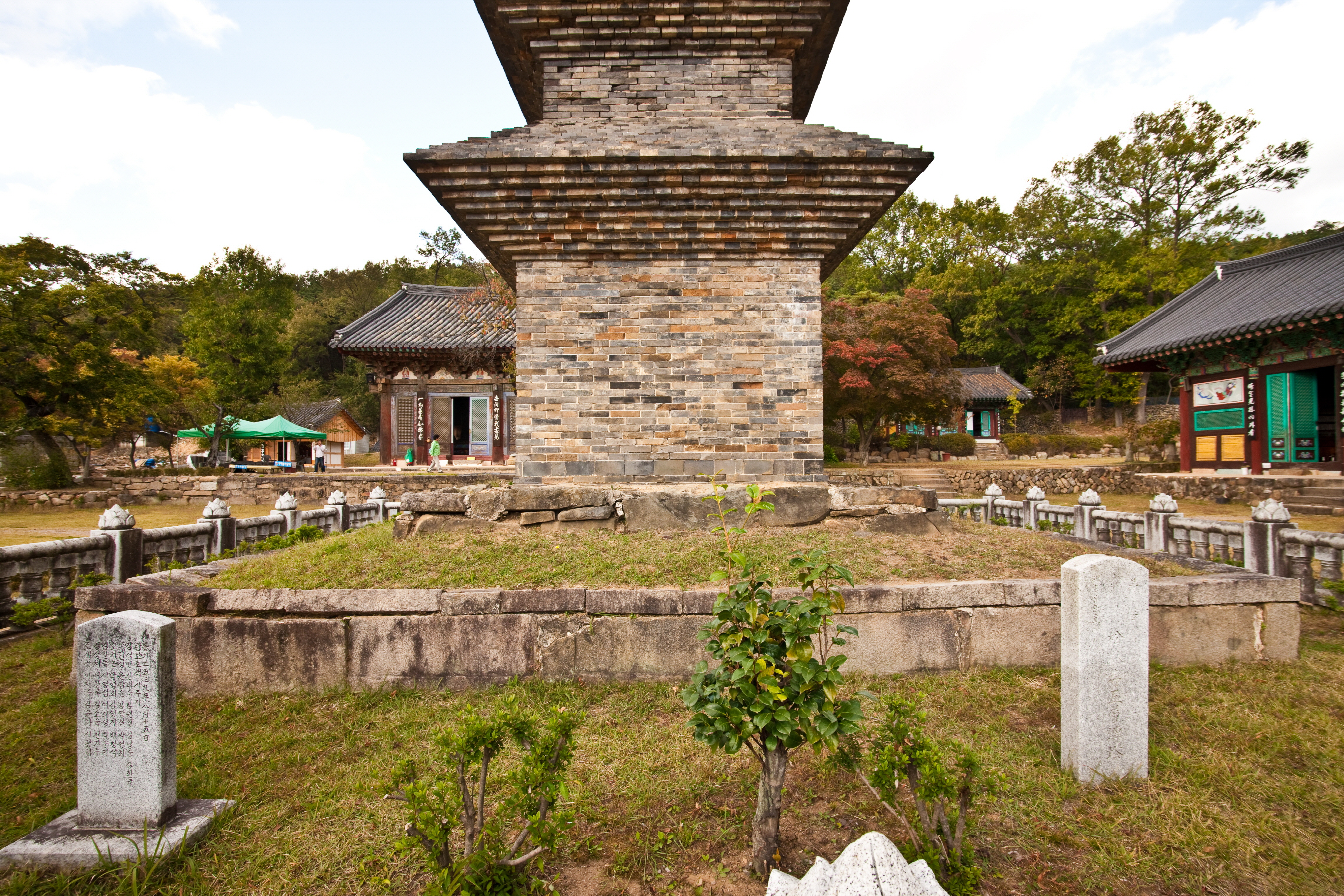
오층전탑 탑신부
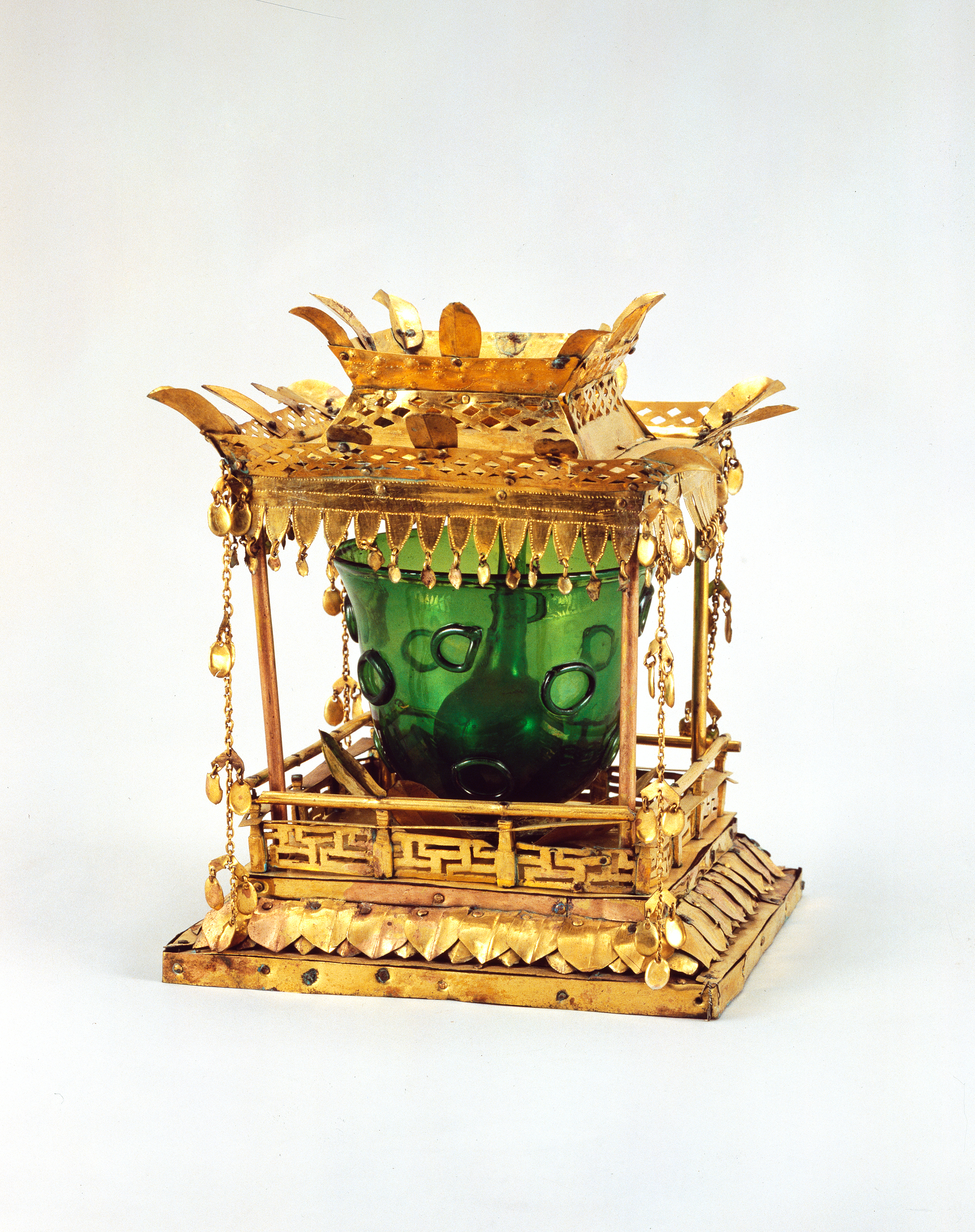
오층전탑에서 나온 진신사리감(龕)